# Machi Koro
Machi Koro (japanisch 街コロ ‚Stadt würfeln‘) ist ein Kartenspiel mit Elementen eines Aufbauspiels, das 2012 von Masao Suganuma in Japan und 2014 beim Spieleverlag Kosmos für Europa veröffentlicht wurde. Im Spiel baut jeder der zwei bis vier Spieler eine eigene Stadt, wobei es gilt als erster vier sogenannte Großprojekte zu verwirklichen.
Das Spiel ist ein klassisches Familienspiel mit einer Dauer pro Spiel von etwa 30 Minuten und einer Eignung für Spieler ab acht Jahren.
Die Jury des Spielepreises Spiel des Jahres begründete ihre Nominierung 2015 damit, dass „bei „Machi Koro“ […] die Spieler quasi an jeder Straßenecke Entscheidungen mit politischer und wirtschaftlicher Tragweite [treffen]. So muss Stadtplanung aussehen!“ und „die Zahl der strategischen Möglichkeiten ist groß und reicht von friedlich bis rabiat.“

## Thema und Ausstattung
Die Spieler bauen eine Stadt auf, indem sie Bauwerkkarten kaufen. Es gibt fünfzehn verschiedene Bauwerke sowie vier Großprojekte. Jedes Bauwerk hat einen Kaufpreis zwischen einem und fünf, oder bei drei Sonderbauten sechs, sieben oder acht Geldstücken. Die vier Großprojekte kosten vier, zehn, sechzehn und zweiundzwanzig Geldstücke.
Die insgesamt 108 Karten sind in bunten Farben gehalten, die Motive erinnern an Kacheln in Computerspielen wie SimCity oder Die Siedler. Das ist eine bewusste Anlehnung, da der Spieleautor Masao Suganuma bisher nur Computerspiele entworfen hat, Machi Koro ist sein erstes Gesellschaftsspiel.
Die vielfältigen Abhängigkeiten zwischen den Bauwerken sind durch klare Symbole auf den Karten markiert. Jede Bauwerkskarte hat einen Kaufpreis, einen oder zwei benachbarte Würfelwerte, ein Klassensymbol, ein Symbol für die Art der Wertung und einen Text mit dem Einkommen oder der sonstigen Wertung.
Außerdem liegen Geldeinheiten mit den Werten eins, fünf und zehn bei, sowie zwei Würfel aus Holz.

## Spielprinzip
Ein errichtetes Bauwerk ist einem oder zwei benachbarten Würfelwerten von eins bis zwölf Augen zugeordnet. Der Würfelwert entscheidet, welche Bauwerke gewertet werden. Zunächst wird nur mit einem Würfel geworfen, so dass nur die Werte eins bis sechs erreicht werden können. Sobald ein Spieler sein kleinstes Großprojekt, den Bahnhof, errichtet hat, kann er in jedem Zug entscheiden, ob er mit einem oder zwei Würfeln werfen möchte. So kann er auch die höheren Werte erreichen.
Es gibt Bauwerke, die nur beim Spieler am Zug werten, andere, die immer werten, wenn ihr Würfelwert fällt, egal durch welchen Spieler, und es gibt zwei Bauwerke, die nur bei einem Spieler werten, wenn ein anderer Spieler ihren Würfelwert wirft.
Die Wertungen bringen Einkommen, das entweder aus der Bank stammt oder von den gegnerischen Spielern eingezogen wird. Nach der Einkommensphase können die Geldmittel zum Kauf eines neuen Bauwerks oder der Verwirklichung eines der Großprojekte eingesetzt oder angespart werden. Das Spiel endet, sobald ein Spieler seine vier Großprojekte umgesetzt hat.
Mehrere Bauwerke weisen Beziehungen auf, so bringen einige der teuren Bauwerke ihre Wertung in Abhängigkeit von der Zahl der zugeordneten billigen Bauwerke, die derselbe Spieler schon errichtet hat: Wird die Molkerei mit Kaufpreis 5 und Würfelwert 7 gewertet, so erhält der Spieler am Zug drei Geldeinheiten pro Bauernhof mit Kaufpreis 1 und Würfelwert 2. Ebenso bezieht sich die Möbelfabrik (3, 8) auf den Wald (3, 5) und das Bergwerk (6, 9).
Weil die Würfelwerte direkt das Einkommen bestimmen ist Machi Koro ein schnelles Spiel. Nachdem einige Würfelwerte auch bei Spielern, die nicht am Zug sind, Wertungen auslösen können und zum Teil auch der Spieler am Zug an seine Gegner zahlen muss, gibt es Interaktion auch außerhalb der eigenen Züge.

## Strategie und Zielgruppe
Da alle Bauwerke nur dazu dienen, Geldmittel für die Großprojekte zu beschaffen, gibt es keine absoluten Ziele im Umgang mit ihnen. Eine Strategie ist, bei möglichst vielen Würfelwerten in die Wertung zu kommen, also nach Möglichkeit alle Bauwerkstypen zu errichten. Oder ein Spieler versucht nach einer Einführungsphase die beim Wurf mit zwei Würfeln häufigeren Ergebnisse 7, 6 und 8, 5 und 9 optimal zu besetzen und dazu nicht nur die direkt entsprechenden Bauwerke, sondern zudem mehrere der davon Abhängigen (Bauernhof zur Molkerei, Wald und Bergwerk zur Möbelfabrik) aufzubauen und im Fall eines Treffers gleich mehrfach zu werten.
Da auch die Großprojekte nach ihrem Bau die Wertungen beeinflussen, kann es sinnvoll sein, sie nicht in der Reihenfolge ihres Wertes zu errichten, sondern Geld anzusparen, um eines der teureren Großprojekte möglichst früh zu bauen.
Das Spiel ist für Familien mit Kindern ab acht Jahren ausgelegt, die vielen Abhängigkeiten erfordern trotz der klaren Symbole mehrere Durchgänge zum Erlernen. Da am Anfang und noch weit ins Spiel die Geldmengen immer sehr knapp sind, stehen fast immer nur wenige Optionen zur Verfügung. Diese werden dadurch beeinflusst, dass beim Sparen immer das Risiko besteht, dass man sein Geld bei einem ungünstigen Würfelwurf an einen Gegenspieler herausgeben muss. Wenn einer oder mehrere Spieler größere Einkommen pro Runde bekommen können, ist das Spiel schon bald zu Ende.
Dem Glücksanteil durch den Würfelwurf stehen die vielen Optionen entgegen, entweder viele Würfelwerte für sich nutzbar zu machen oder bei bestimmten Würfenwerten ein besonders hohes Einkommen zu erzielen.

## Varianten und Erweiterung
In der 2015er Auflage ist in der Spielregel eine Variante „Komme, was wolle“ angegeben, bei der nicht alle Bauwerke zur selben Zeit errichtet werden können. Stattdessen werden vor Beginn von einem gemischten Stapel aller Bauwerke solange Karten aufgelegt, bis zehn verschiedene Bauwerke (statt der fünfzehn) aufliegen. Nur die aufliegenden Bauwerke können dann gekauft und gebaut werden. Wenn nur noch neun Typen aufliegen, wird solange aufgedeckt, bis wieder zehn Typen offen liegen. So kommen im Laufe des Spiels alle Bauwerke zum Zuge, aber man hat nicht immer die optimale Wahl.
In Japan erschien 2012 die Erweiterung Machi Koro Plus (街コロプラス) und 2014 Machi Koro Sharp (街コロシャープ), die 2015 auf Deutsch als Großstadt-Erweiterung veröffentlicht wurden. Hierbei kamen neue Großprojekte ins Spiel. Das ebenfalls neue Finanzamt zieht bei den Spielern „Steuern“ in Abhängigkeit von ihrem Angesparten ein. Durch die zusätzlichen Karten dauert eine Runde mit der Erweiterung etwa 45 Minuten. Eine weitere Erweiterung, die als eigenständiges Spiel veröffentlicht wurde, ist Machi Koro: Bright Lights, Big City aus dem Jahr 2016. Sie erschien auf Englisch und auf Niederländisch (Machi Koro Nacht).
2018 erschien mit Machi Koro Fußball eine neue eigenständige Version des Spiels mit dem gleichen Spielprinzip. Anstelle einer Stadt geht es darum, einen Fußballverein aufzubauen. Ein Jahr später veröffentlichte Pandasaurus Games mit Machi Koro Legacy eine Legacy-Version des Spiels, die von Rob Daviau und J.R. Honeycutt auf der Basis des Originalspiels entwickelt wurde. 2021 erschien mit Machi Koro 2 eine weitere eigenständige Version des Spiels, in dem teilweise neue Gebäude aufgenommen wurden. Dieses Spiel erschien 2022 auch auf Deutsch als Machi Koro: Die neue Stadt. Zum 200-jährigen Jubiläum des Kosmos-Verlags erschien zudem 2022 eine Spezialausgabe mit dem Titel Machi Koro: Bau dir deine Verlagswelt!
Eine Computerspiel-Umsetzung des Spiels ist auf yucata.de als Browserspiel spielbar. Im Juli 2024 erschien unter dem Titel MACHI KORO mit allen eine Umsetzung für Nintendo Switch und Steam.